# جان جوبير
جان جوبير (بالفرنسية: Jean Joubert) (مواليد 27 فبراير 1928 شاليت-سور-لوينج، لواريت - 28 نوفمبر 2015)، وهو شاعر وروائي فرنسي. كتب كثيرا للأطفال والشباب. حصل على جائزة رينودو الأدبية عام 1975.

## روابط خارجية
- جان جوبير على موقع ميوزك برينز (الإنجليزية)